# Scipione Tecchi
Scipione Tecchi (Roma, 27 giugno 1854 – Roma, 7 febbraio 1915) è stato un cardinale italiano.

## Biografia
Nacque a Roma il 27 giugno 1854.
Papa Pio X lo elevò al rango di cardinale nel concistoro del 25 maggio 1914.
Morì il 7 febbraio 1915 all'età di 60 anni.